# Un arcobaleno nella notte
Un arcobaleno nella notte è un saggio storico dello scrittore francese Dominique Lapierre, scritto con la collaborazione di Javier Moro, pubblicato nel 2008

## Contenuto
Il libro racconta la storia del Sudafrica a partire dal 6 aprile 1652, giorno in cui l'esploratore olandese Jan van Riebeeck sbarca sul Capo di Buona Speranza per incominciare una coltivazione di verdura e frutta che avrebbe aiutato i navigatori diretti verso l'India a prevenire lo scorbuto.

La storia prosegue con il distaccamento dei primi boeri, di religione calvinista, dai coloni europei; essi sostenevano di essere il popolo scelto da Dio e che per questo dovevano raggiungere la loro terra promessa, cercata invano per due secoli, spesso ai danni delle tribù locali come gli xhosa e gli zulu (famosa la battaglia del Blood River in cui il capo boero Andries Pretorius, nella metà del 1838, sconfisse e sterminò buona parte dell'esercito zulu). Fu questa convinzione a infondere nei boeri l'odio verso le altre razze e che portò così all'entrata in vigore delle leggi dell'apartheid, più di quarant'anni dopo la fine dell'ultima guerra anglo-boera, nel 1948.

Il racconto si concentra così sulla figura centrale della resistenza alla segregazione razzista dei bianchi, Nelson Mandela e i suoi compagni dell'ANC. Il libro prosegue col raccontare gli anni incandescenti che seguirono la loro incarcerazione, con le rivolte che dilagarono in tutto il paese e la fine del regime con le prime elezioni democratiche della storia della nazione che portarono Mandela alla presidenza.

L'autore lascia spazio anche ad altre figure emblematiche degli ultimi trent'anni di apartheid, come la dottoressa bianca di ortofonia Helen Lieberman, che da quarant'anni vive a fianco dei neri, aiutandoli attivamente, grazie all'organizzazione da lei stessa fondata alla fine degli anni sessanta, Ikamva Labantu; o come il chirurgo afrikaner Christiaan Barnard, che restituì al Sudafrica un po' dell'onore perduto con l'apartheid, facendo il primo trapianto di cuore della storia, e che curò i suoi malati senza badare al colore della pelle del paziente e del donatore, cosa assolutamente proibita in quegli anni.

## Edizioni
- Dominique Lapierre, Un arcobaleno nella notte, supertascabili, Il Saggiatore Tascabili, 2009,  p. 345, ISBN 8856501473, OCLC 799534776.